# Chadisra coreana
Chadisra coreana är en fjärilsart som beskrevs av Matsumura. Chadisra coreana ingår i släktet Chadisra och familjen tandspinnare. Inga underarter finns listade i Catalogue of Life.